# Уткин, Илья Никифорович
Илья Никифорович Уткин (1922—1944) — старший сержант Рабоче-крестьянской Красной Армии, участник Великой Отечественной войны, Герой Советского Союза (1943).

## Биография
Родился в 1922 году в деревне Дубровное (ныне — Ярковский район Тюменской области).
Окончив сельскую школу, работал сначала в колхозе "Красные зори", затем на Артамоновском шпалозаводе.
В 1942 году Уткин был призван на службу в Рабоче-крестьянскую Красную Армию и направлен на фронт Великой Отечественной войны.
К сентябрю 1943 года старший сержант Илья Уткин командовал отделением разведвзвода 957-го стрелкового полка 309-й стрелковой дивизии 40-й армии Воронежского фронта. Отличился во время битвы за Днепр. В ночь с 23 на 24 сентября 1943 года передовой отряд под командованием Уткина переправился через Днепр в районе села Балыко-Щучинка Кагарлыкского района Киевской области Украинской ССР и захватил важного «языка». Во время возвращения назад группа Уткина разгромила вражескую засаду.
Указом Президиума Верховного Совета СССР от 23 октября 1943 года за «мужество и отвагу, проявленные при форсировании Днепра», старший сержант Илья Уткин был удостоен высокого звания Героя Советского Союза.
4 ноября 1943 года во время боёв за Киев в ходе разведывательно-поисковой операции за линией фронта разведчики Уткин и Волков уничтожили двух офицеров противника, захватили третьего офицера и документы убитых, но Уткин получил тяжёлое пулевое ранение в спину. Был отправлен в эвакогоспиталь в Вологодскую область. Умер от полученных ранений 28 мая 1944 года, похоронен в деревне Маурино Вологодского района Вологодской области.

## Награды
- медаль «Золотая Звезда»[1] (№ 2743)[2]
- орден Ленина[1]
- орден Красного Знамени[1][2]
- медали[2]

## Память
В честь Уткина названа школа на его родине.